# The Lure of the Circus (1918)
The Lure of the Circus é um seriado estadunidense de 1918, dirigido por J. P. McGowan, em 18 capítulos, categoria aventura, e estrelado por Eddie Polo e Eileen Sedgwick. Posteriormente este seriado foi transformado em longa-metragem e relançado.
Há uma produção homônima, um curta-metragem da Bison Motion Pictures e com a mesma atriz (Eileen Sedgwick), feito em 1917.

## Elenco
- Eddie Polo - Eddie Somers
- Eileen Sedgwick - Alicia Page
- Molly Malone - Nan Harden – Capítulos 1 a 5. A atriz Eileen Sedgwick substituiu Molly Malone, que atuou apenas nos cinco primeiros capítulos, pois Malone teve que sair das filmagens para se submeter a uma apendicectomia de urgência.
- Harry Carter - Edward Lawrence
- Noble Johnson - Andy
- Fred Starr - Steve Harden (creditado Frederick Starr)
- Duke R. Lee - Richard Van Norman
- Charles Hill Mailes - Malcolm Somers
- James Gordon - Guy Brock
- Andrew Waldron - Dynamite Dan
- Fred Montague - Howard Mason
- Sydney Deane - Reynolds (creditado Sidney Deane)
- Josie Sedgwick

## Capítulos
1. The Big Tent
2. The Giant's Leap
3. Beaten Back
4. The Message On The Cuff
5. The Lip Reader
6. The Aerial Disaster
7. The Charge of The Elephant
8. The Human Ladder
9. The Flying Loop
10. A Shot For Life
11. The Dagger
12. A Strange Escape
13. A Plunge For Life
14. Flames
15. The Stolen Record
16. The Knockout
17. A Race With Time
18. The Last Trick